# Liste von Drohnenangriffen in Pakistan
Die Liste von Drohnenangriffen in Pakistan beinhaltet bekannt gewordene Einsätze im Rahmen des Drohnenkriegs in Pakistan, der maßgeblich von den Vereinigten Staaten gegen mutmaßliche Terroristen geführt wird.

## Liste

### 2004
| Datum         | Ort            | Tote    | Vorgang | Quellen     |
| ------------- | -------------- | ------- | --- | ----------- |
| 18. Juni 2004 | Süd-Wasiristan | mind. 4 | Nek Muhammad, ein Anführer der Taliban, und mehrere andere Menschen (darunter auch zwei Kinder) wurden kurz nach der Benutzung eines Satellitentelefons durch Nek Muhammad von einer Rakete getroffen. Vertreter des Pakistanischen Militärs übernahmen die Verantwortung dafür und bestritten jede Beteiligung der USA. Augenzeugen berichteten aber von Sichtung einer Drohne. Laut Recherchen der New York Times handelte es sich um den ersten Angriff einer General Atomics MQ-1 in Pakistan. | [ 1 ] [ 2 ] |

### 2005
| Datum            | Ort      | Tote | Vorgang | Quellen |
| ---------------- | -------- | ---- | --- | ------- |
| 3. Dezember 2005 | Pakistan | 5    | Mit Hilfe einer General Atomics MQ-1 wird ein so genanntes Safehouse (ein als Privathaus getarntes Versteck) der al-Qaida in Pakistan beschossen. Bei dem Angriff wurden Abu Hamza Rabi’a, mutmaßlich „Nummer 3“ der al-Qaida-Terrororganisation, sowie vier weitere Männer getötet. |         |

### 2008
| Datum            | Ort | Tote | Vorgang | Quellen |
| ---------------- | --- | ---- | --- | ------- |
| Ende Januar 2008 |     |      | Es sollen Abu Laith al-Libi und einige weitere Männer durch einen Angriff durch eine General Atomics MQ-1 getötet worden sein. Abu Laith al Libi galt als einer der Top-Kommandeure al-Qaidas hinter Osama Bin Laden und dessen Stellvertreter Aiman az-Zawahiri. |         |

### 2009
| Datum          | Ort            | Tote | Vorgang | Quellen |
| -------------- | -------------- | ---- | --- | ------- |
| 5. August 2009 | Süd-Wasiristan |      | Baitullah Mehsud, der von pakistanischen Behörden und der CIA als Chef der Tehrik-i-Taliban und Drahtzieher der Benazir Bhutto#Attentat sowie für den Bombenanschlag auf das Marriott-Hotel in Islamabad bezeichnet wurde, wird durch eine von einer General Atomics MQ-1-Drohne abgefeuerten Hellfire-Rakete getötet. |         |

### 2010
| Datum              | Ort                       | Tote | Vorgang | Quellen      |
| ------------------ | ------------------------- | ---- | --- | ------------ |
| 16. Januar 2010    | Shaktoi                   | ~16  | Bei einem Angriff wurden etwa 16 Aufständische getötet. Der Angriff galt Hakimullah Mehsud der von der amerikanischen Armee in der Region vermutet wurde. | [ 3 ]        |
| 17. Januar 2010    | Shaktoi                   | ~20  | Bei einem Angriff wurden etwa 20 Aufständische getötet. Unter den Toten sollen mit Shahid Ullah, Hafiz Nizamuddin Storikhel, Khawarey und Mohtaj vier hochrangige Kommandanten der Taliban gewesen sein. | [ 4 ] [ 3 ]  |
| 22. Mai 2010       | nahe Miranshah            |      | Mustafa Abu l-Yazid, ein hochrangiger Anführer von Al-Qaida, wurde getötet. | [ 5 ]        |
| Herbst 2010        | Norden von Wasiristan     |      | Das Haqqani-Netzwerk war im Fokus der Drohnenangriffe. Diese hatten im Norden von Wasiristan ihre Rückzugsbasis. | [ 6 ]        |
| 25. September 2010 | Datta Khel                | 3    | Die Tötung des angeblichen Al-Qaida-Chefs in Afghanistan und Pakistan, Sheikh Fateh, durch einen US-amerikanischen Drohnenangriff fand statt. Er war in seinem Pick Up unterwegs. Mit ihm starben auch zwei seiner drei Begleiter. | [ 7 ] [ 8 ]  |
| 4. Oktober 2010    | Mir Ali in Nordwasiristan |      | Acht deutsche Islamisten, die vermutlich der Gruppierung Jihad Islami angehörten, wurden durch eine Rakete, die von einer US-Drohne abgefeuert wurde, während des Besuchs einer Moschee getötet. Nach eineinhalb Jahren Prüfung gab die deutsche Bundesanwaltschaft im Juli 2012 bekannt, dass sie in dem Fall des damals getöteten Bünyamin Erdoğan offizielle Ermittlungen begonnen habe. | [ 9 ] [ 10 ] |
| 2010               |                           |      | Der pakistanische Geheimdienst ISI berichtete vom Tod Hakimullah Mehsuds. Mehsud sei von einer Drohne getötet worden. Die TTP dementierten die Angaben. Die Angaben erwiesen sich im Folgenden als nicht zutreffend. | [ 11 ]       |

### 2011
| Datum                | Ort             | Tote      | Vorgang | Quellen              |
| -------------------- | --------------- | --------- | --- | -------------------- |
| März 2011            | Spinwam         | 20        | Bei einem Angriff kamen 20 Menschen (u. a. Frauen und Kinder) ums Leben. Es soll sich um Aufständische gehandelt haben. Es wurden fünf Raketen auf ein Gebäude abgefeuert.                                                                                         | [ 12 ]               |
| 17. März 2011        | Datta Khel      | 44        | Bei einem Angriff auf Sherabat Khan Wazir, einen ranghohen Talibankommandanten unter Hafiz Gul Bahadur, wurden 44 Menschen getötet. Der Angriff sorgte für öffentliche Empörung in Pakistan.                                                                       | [ 13 ]               |
| 11. Juli 2011        | Datta Khel      | bis zu 25 | Bei einem US-amerikanischen Drohnenangriff auf ein Fahrzeug starben fünf Insassen. Kurz danach wurden bei einem Drohnenangriff auf ein Gehöft bis zu 20 Menschen getötet.                                                                                          | [ 14 ]               |
| 10. August 2011      | Miranshah       | 4 bzw. 20 | Bei einem Drohnenangriff starben vier Menschen. Nach anderen Berichten kamen etwa 20 Personen ums Leben. Die Opfer hätten Verbindungen zum Haqqani-Netzwerk gehabt.                                                                                                | [ 15 ] [ 16 ]        |
| 22. August 2011      |                 |           | Berichten der US-Regierung zufolge wurde Atijah Abd al Rahman durch einen Drohnen-Angriff der CIA getötet. | [ 17 ] [ 18 ] [ 19 ] |
| Mitte September 2011 | Nord-Wasiristan |           | Osama Hamoud Garman al-Shehri wurde laut US-Regierungsangaben getötet, nach Berichten von CNN durch einen Drohnenangriff. | [ 20 ]               |
| 13. Oktober 2011     |                 |           | Laut Angaben der pakistanischen Regierung tötete eine US-Drohne vier Mitglieder des Haqqani-Netzwerks. Darunter soll sich ein für Logistik verantwortlicher Anführer befunden haben.                                                                               | [ 21 ]               |
| 27. Oktober 2011     | Süd-Wasiristan  |           | Fünf Aktivisten der, den Taliban nahestehenden, Maulvi-Nazir-Gruppe wurden getötet. Sie befanden sich in einem Fahrzeug. Unter den Toten sollen sich zwei Anführer befunden haben.                                                                                 | [ 22 ] [ 23 ]        |
| November 2011        | Süd-Wasiristan  |           | Jude Kenan Mohammad, Sohn eines pakistanischen Vaters und einer amerikanischen Mutter und somit US-Bürger, wurde von einer Hellfire-Rakete einer Drohne getötet. Der Angriff wurde am 22. Mai 2013 in einem Schreiben von US-Justizminister Eric Holder bestätigt. | [ 24 ]               |
| 17. November 2011    |                 |           | Der letzte Angriff vor einer Pause von etwa zwei Monaten wurde geflogen. | [ 25 ]               |

### 2012
Wegen der NATO-Angriffe in Salala, bei denen unter ungeklärten Umständen 24 pakistanische Soldaten im afghanisch-pakistanischen Grenzgebiet durch Luftangriffe der NATO getötet wurden, setzte die amerikanische Regierung die Drohnenangriffe für etwa zwei Monate – von 17. November 2011 bis 10. Januar 2012 – aus.
| Datum                                 | Ort                                        | Tote | Vorgang | Quellen                     |
| ------------------------------------- | ------------------------------------------ | ---- | --- | --------------------------- |
| Nacht vom 10. auf den 11. Januar 2012 | Nahe Miranshah in Nord-Wasiristan          |      | Vier Menschen wurden durch einen Drohnenangriff getötet. Laut ISI waren drei davon Araber. | [ 25 ] [ 26 ]               |
| 15. Januar 2012                       |                                            |      | Der ISI behauptete abermals Hakimullah Mehsud sei von einer Drohne getötet worden. Die TTP dementierten die Angaben. | [ 11 ]                      |
| 8. Februar 2012                       | Miranshah                                  |      | Bei einem Drohnenangriff und dem anschließenden Brand kamen laut dem pakistanischen Militär zehn Aufständische ums Leben. Einige von ihnen sollen aus Zentralasien stammen. | [ 27 ] [ 28 ]               |
| 9. Februar 2012                       | Miranshah                                  |      | Laut ISI starb Badr Mansoor, mutmaßlicher Koordinator von Terroranschlägen bei al-Qaida, durch einen Drohnenangriff. Mit ihm starben 3 Aufständische und drei weitere wurden verletzt. Der Tod von Badr Mansoor wurde von al-Qaida Anfang März bestätigt. | [ 28 ] [ 29 ] [ 30 ] [ 31 ] |
| 9. März 2012                          | Bezirk Shaktoi in Süd-Wasiristan           |      | Laut regionaler Sicherheitsorgane zerstörte eine Drohne ein Fahrzeug. Dabei sollen mindestens acht Aufständische gestorben sein. | [ 32 ]                      |
| 2. Juni 2012                          | Süd-Wasiristan                             |      | Bei einem Angriff wurden laut pakistanischen Sicherheitskräften drei Menschen getötet. | [ 33 ]                      |
| 3. Juni 2012                          | Süd-Wasiristan                             |      | Eine Drohne tötete fünf mutmaßliche Aufständische, darunter einen Kommandanten. | [ 33 ]                      |
| 4. Juni 2012                          | Nahe Mir Ali in Nord-Wasiristan            |      | Zwei Raketen griffen Ziele an. Der Angriff erfolgte in der Nacht und galt Abu Yahya al-Libi, einem ranghohen al-Qaida-Kommandant. Nach pakistanischen Geheimdienstkreisen ist er unter den (mutmaßlich 15) Toten. Die USA sind davon überzeugt, dass al-Libi tot ist. Die pakistanische Außenministerin Hina Rabbani Khar bezeichnete den Angriff als illegal. | [ 33 ] [ 34 ] [ 35 ] [ 36 ] |
| 13. Juni 2012                         | nahe Miranshah                             |      | Eine Drohne feuerte auf ein Fahrzeug und tötete vier Menschen. | [ 37 ]                      |
| 14. Juni 2012                         | nahe Miranshah                             |      | Ein unbemanntes Flugzeug schoss zwei Raketen auf ein Gehöft in der Nähe von Miranshah ab. Dabei kamen mindestens drei Menschen ums Leben. | [ 37 ]                      |
| 6. Juni 2012                          | Miranshah                                  |      | Laut Aussagen des ISI tötete eine Drohne 17 Menschen und verletzte zwei. Der Angriff war der erste seit der Wiedereröffnung der Versorgungsrouten für die ISAF am Vortag. Pakistan blockierte diese seit dem Angriff auf den pakistanischen Stützpunkt Salala im November 2011.                                                                                | [ 38 ]                      |
| Ende August 2012                      | Nord-Wasiristan                            |      | Der ISI und der afghanische Geheimdienst erklärten den Tod von Badruddin Haqqani durch einen Drohnenangriff in Nord-Wasiristan. Er soll ein ranghoher Anführer des Haqqani-Netzwerks gewesen sein. Die Taliban dementierten die Angaben. | [ 39 ]                      |
| 22. September 2012                    | Nord-Wasiristan                            |      | Bei einem Drohnenangriff starben drei Menschen. | [ 40 ]                      |
| 24. September 2012                    | 40 Kilometer östlich von Miranshah         |      | Laut pakistanischen Geheimdienstangaben tötete eine Drohne Abu Kasha al-Iraqi, einen Anführer von Al-Kaida. Mit ihm starben weitere fünf Menschen. Die Drohne feuerte zwei Geschosse auf einen angeblichen Stützpunkt der Aufständischen ab. | [ 40 ] [ 41 ]               |
| 1. Oktober 2012                       | Nord-Wasiristan                            |      | Drei Menschen starben bei einem Angriff (zwei Raketen) auf ein Motorrad. | [ 42 ]                      |
| 10. Oktober 2012                      | Östlich von Miranshah in der Region Hurmuz |      | Laut ISI starben bei einem Drohnenangriff auf einen Stützpunkt der Aufständischen mindestens fünf Menschen. | [ 43 ]                      |
| 28. Dezember 2012                     | Nord-Wasiristan                            |      | Nach Angaben eines Geheimdienstmitarbeiters feuerte eine Drohne zwei Raketen auf ein Gebäude und tötete vier Menschen. | [ 44 ]                      |

### 2013
| Datum             | Ort                                          | Tote    | Vorgang | Quellen              |
| ----------------- | -------------------------------------------- | ------- | --- | -------------------- |
| 2. Januar 2013    | Sar Kanda in Süd-Wasiristan                  |         | Pakistanische Sicherheitskräfte meldeten den Tod des Talibankommandanten Maulvi Nazir Wazir (auch bekannt als Mullah Nazir), seines Stellvertreters und acht weiterer Taliban. Deren Fahrzeug sei von zwei Raketen getroffen worden. | [ 45 ] [ 46 ]        |
| 7. Januar 2013    | Haider Khel und Hasookhel in Nord-Wasiristan | 8       | Laut einem Vertreter der Sicherheitskräfte starben bei dem Beschuss von Gebäuden von Rebellen jeweils vier Menschen. | [ 47 ]               |
| 14. April 2013    | Manzarkhel in Nord-Wasiristan                | mind. 4 | Drei Raketen wurden auf ein Haus abgefeuert und töteten mindestens vier Personen. | [ 48 ]               |
| 17. April 2013    | Süd-Wasiristan                               | 5       | Zwei Raketen zerstörten ein Haus, dabei starben fünf Menschen und sieben weitere wurden verletzt. | [ 49 ]               |
| 28. Mai 2013      | Chashma in Nord-Wasiristan                   |         | Bei dem ersten Angriff seit den Parlamentswahlen in Pakistan 2013 töteten zwei Raketen sechs oder sieben Menschen und verletzten vier weitere. Unter den Toten soll laut ISI auch Wali-ur-Rehman, ein ranghohes Mitglied der TTP und Stellvertreter von Hakimullah Mehsud, gewesen sein. Zwei Tage nach dem Angriff bestätigten die TTP den Tod von Wali-ur-Rehman und zogen als Reaktion ein Friedensangebot an die pakistanische Regierung zurück. | [ 50 ] [ 51 ] [ 52 ] |
| 7. Juni 2013      | Shokhel in Nord-Wasiristan                   |         | Zwei Raketen trafen einen Gebäudekomplex und töteten sieben Menschen. | [ 53 ]               |
| 8. Juni 2013      | Nord-Wasiristan                              |         | Sechs Raketen wurden auf das Anwesen eines Talibanführers abgefeuert. Bei den neun Todesopfern handelte es sich laut Angaben aus Sicherheitskreisen um namentlich bekannte Mitglieder einer örtlichen Familie. | [ 54 ]               |
| 3. Juli 2013      | Miranshah                                    |         | Zwei Raketen schlugen in ein Haus nahe dem größten Markt ein, dabei kamen 17 Personen ums Leben. Nach Angaben von Taliban-Kommandeuren und Vertretern der Sicherheitskräfte handelte es sich hauptsächlich um Mitglieder des Haqqani-Netzwerks. | [ 55 ]               |
| 31. August 2013   | Mir Ali in Nord-Wasiristan                   |         | Regionale Behörden berichten, eine Drohne habe zwei Raketen auf ein Haus gefeuert. Dabei seien drei Menschen getötet worden. | [ 56 ]               |
| 1. November 2013  | Nord-Wasiristan                              |         | Sprecher sowohl des pakistanischen Militärs als auch der TTP teilten mit, dass Hakimullah Mehsud und vier weitere führende Mitglieder der TTP durch einen Angriff auf ihr Auto umkamen. Eine Drohne habe zwei Raketen abgefeuert. Auf Mehsud war ein Kopfgeld von bis zu fünf Millionen US-Dollar ausgesetzt. Der pakistanische Innenminister Chaudhry Nisar Ali Khan verurteilte den Angriff scharf. Nach seinen Worten sei der „Angriff der Versuch, Pakistans Friedensverhandlungen mit den Taliban zu sabotieren“. Erste Vorbereitungen für Verhandlungen zwischen der pakistanischen Regierung und den TTP waren für den 2. November geplant. Außerdem wurde der Botschafter der Vereinigten Staaten in Pakistan, Richard G. Olson, einbestellt. | [ 57 ] [ 58 ] [ 59 ] |
| 21. November 2013 | Khyber-Pakhtunkhwa                           |         | Eine Drohne griff eine Koranschule an. Dabei kamen sechs Menschen ums Leben. Drei davon waren Anführer des Haqqani-Netzwerks. Die Attacke war die zweite ihrer Art in Pakistan, die nicht in den Stammesgebieten stattfand. | [ 60 ]               |

### 2014
Die Drohnenangriffe waren von Dezember 2013 an ausgesetzt da die pakistanische Regierung in der Zeit Friedensverhandlungen mit der TTP führte. Nach einem Angriff der Aufständischen auf den Flughafen von Karachi am 9. Juni 2014 wurden die Drohnenangriffe wieder aufgenommen.
| Datum         | Ort                             | Tote       | Vorgang | Quellen       |
| ------------- | ------------------------------- | ---------- | --- | ------------- |
| 11. Juni 2014 | Dargah Mandi in Nord-Wasiristan | 6          | Nach Angaben von Geheimdienstvertretern wurden bei dem ersten Drohnenangriff des Jahres vier Usbeken und zwei Pakistaner getötet. | [ 62 ]        |
| 12. Juni 2014 | Dargah Mandi in Nord-Wasiristan | 10         | Laut Geheimdienstberichten feuerten drei Drohnen am Morgen des Tages sechs Raketen auf Personen ab die in den Trümmern des Tags zuvor geflogenen Angriffs nach Toten und Verletzten suchten. Dabei töteten sie mindestens zehn Menschen. | [ 62 ]        |
| 16. Juli 2014 | Zoi Saidgai in Nord-Wasiristan  | 13 oder 20 | Laut einem Vertreter der Sicherheitskräfte starben bei einem Drohnenangriff 13 Menschen. Laut anderen Sicherheitsbeamten starben hingegen 20 Personen. Sie sollen Mitglieder der TTP gewesen sein und von Miranshah und Mir Ali aus vor einer Offensive der pakistanischen Armee geflüchtet sein. Zwölf davon sollen Usbeken gewesen sein. Es wurden vier Raketen auf ein Versteck und ein Fahrzeug abgefeuert. | [ 63 ] [ 61 ] |

### 2015
| Datum          | Ort             | Tote | Vorgang | Quellen |
| -------------- | --------------- | ---- | --- | ------- |
| 4. Januar 2015 | Nord-Wasiristan | 10   | Bei einem Drohnenangriff starben 10 Menschen. Laut der pakistanischen Armee waren mutmaßliche usbekische Extremisten das Ziel. Unter den Opfern seien sieben usbekische und drei pakistanische Staatsbürger gewesen. | [ 64 ]  |

### 2016
| Datum        | Ort                                                           | Tote | Vorgang | Quellen       |
| ------------ | ------------------------------------------------------------- | ---- | --- | ------------- |
| 21. Mai 2016 | bei Dalbandin im Distrikt Chagai in der Provinz Belutschistan | 2    | Bei einem Drohnenangriff mit mehreren Raketen auf ein Auto wurden Akhtar Mansur, der damalige Anführer der afghanischen Taliban, und ein örtlicher Taxifahrer getötet. | [ 65 ] [ 66 ] |